# 모하메드 울드 압델 아지즈

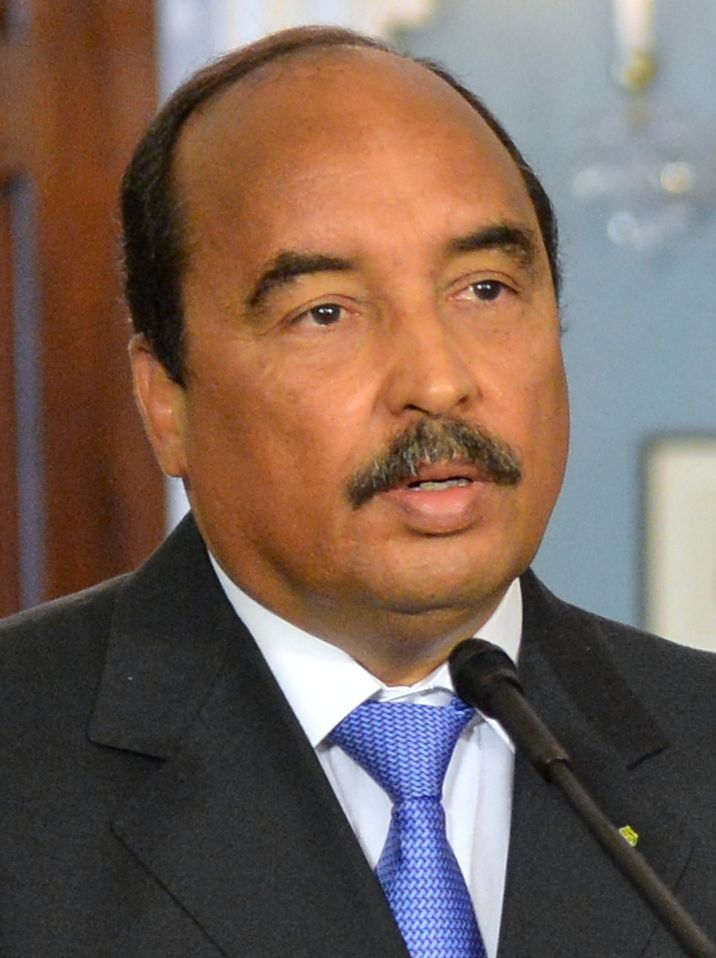
모하메드 울드 압델 아지즈

모하메드 울드 압델 아지즈(아랍어: محمد ولد عبد العزيز, 1956년 12월 20일~)는 모리타니의 정치인이다. 악주즈트 출신이다. 2009년 8월 5일부터 2019년 8월 1일까지 모리타니의 대통령을 역임하였다. 소속 정당은 공화국을 위한 연합이다.
1977년부터 2009년까지 모리타니군에서 직업 군인 겸 고위 장교로 복무했다. 2005년 8월 3일 마우야 울드 시다메드 타야 대통령을 전복시킨 쿠데타에서 주도적인 역할을 했다. 2008년 8월 6일에는 다시 쿠데타를 일으켜서 시디 울드 셰이크 압달라히 대통령 등을 포함한 고위층 인사를 체포했다. 쿠데타 이후에 설립된 고등국가평의회 의장을 역임했으며 2009년에 실시된 대통령 선거에서 당선되었다. 2014년부터 2015년까지 아프리카 연합의 의장을 역임하기도 했다. 2020년 7월 9일, 모하메드 압델 아지즈 (Mohamed Abdel Aziz)는 국회의 조사위원회 소집에 대해 "보고서"를 작성하는 것에 응답해야했다. 여파로 모리타니아의 정의는 대법원의 건설을 위한 시계와의 경쟁에서 비등하기 시작했으며, 반역이 심한 경우에는 공화국 대통령을 재판 할 수 있는 권한이 부여되었다. 2023년 10월 검찰은 모하메드 울드 압델 아지즈의 재산을 압수하면서 징역 20년을 구형했다.

## 역대 선거 결과
| 선거명      | 직책명          | 대수 | 정당               | 득표율 | 득표수    | 결과 | 당락 |
| ----------- | --------------- | ---- | ------------------ | ------ | --------- | ---- | ---- |
| 2009년 선거 | 모리타니 대통령 | 8대  | 공화국을 위한 연합 | 52.54% | 409,024표 | 1위  |      |
| 2014년 선거 | 모리타니 대통령 | 8대  | 공화국을 위한 연합 | 81.89% | 577,995표 | 1위  |      |